# Neodym
Neodym, Neodymium (af græsk; neos, "ny" og didymos, "tvilling") er det 60. grundstof i det periodiske system, og har det kemiske symbol Nd: Under normale temperatur- og trykforhold optræder dette lanthanid som et skinnende, let gyldent metal.

## Kemiske egenskaber
Neodymium hører til de mest reaktionsvillige lanthanider; det iltes ("anløbes") hurtigt ved kontakt med atmosfærisk luft, og danner derved et oxid der falder af, hvorved luften får adgang til mere rent metal — af den grund bør prøver af neodym opbevares i f.eks. en beholder fyldt med ædelgas for at hindre luften i at "nå" metallet.

## Tekniske anvendelser
Neodym bruges som et farvestof i glas og emalje, i et farvespektrum fra rent violet til vinrød samt "varm" grå: Glas der er farvet på denne måde udviser usædvanligt skarpe absorptionsbånd, og bruges derfor indenfor spektroskopisk astronomi som "reference" til at sammenligne observerede spektrallinjer med. De røde nuancer bruges også til at "ophæve" den svagt grønne farve som glas almindeligvis har på grund af dets indhold af jern.
Legeringen af neodym og praseodym kaldes for didymium; disse stoffer indgår i det glas der sidder i beskyttelsesbriller for svejsere og glasblæsere. Tilsætningen af didymium giver brilleglassene evnen til at blokere for såvel ultraviolet lys som det kraftige, gule skær der kommer fra natrium i glasblæserens flydende glas.
Neodym indgår også i de såkaldte neodym-magneter: Disse magneter er ikke blot de stærkeste permanente magneter man kender, men også billigere og lettere end magneter baseret på samarium og kobolt. Visse gennemsigtige materialer tilsat små mængder neodym-ioner fungerer som lasermedium til lasere med infrarødt lys med bølgelængder fra 1054 til 1064 nanometer.
Neodymioner har vist sig at fremme planters vækst, muligvis på grund af kemiske lighedstræk med Ca2+-ionen. I Kina bruges mineraler med et indhold af sjældne jordarter som gødning.
Omfanget af et kommende vulkanudbrud kan forudsiges ud fra målinger på neodym-isotoper: Store og små udbrud kendetegnes ved forskelle i sammensætningen af isotoper af neodym.

## Historie
I 1841 isolerede den svenske kemiker Carl Gustav Mosander et metal kaldet didymium; et stof man på den tid mente var ét grundstof, indtil Per Teodor Cleve i 1874 opdagede at der i virkeligheden er tale om en blanding af to grundstoffer; neodym og praseodym. Det lykkedes i 1885 for den østrigske kemiker Carl Auer von Welsbach at skille didymium i dets to bestanddele, som gav salte med forskellige farver. Men på grund af lanthanidernes temmelig ensartede kemiske egenskaber er de svære at "skille" helt ad og fremstille i ren form — først i 1925 lykkedes det at opnå en nogenlunde høj grad af renhed for disse metaller.

## Forekomst og udvinding
På grund af stoffets reaktionsvillighed findes neodym aldrig i ren, metallisk form i naturen, men i mineraler som monasit og bastnasit, sammen med andre sjældne jordarter. I dag udvindes såvel neodym som andre lantanider ved en ionbytnings-proces fra disse to mineraler, samt ved elektrolyse af halogen-salte af neodym.

## Isotoper af neodym
Naturligt forekommende neodym består af de fem stabile isotoper 142Nd (den mest udbredte isotop, med en forekomst på 27,2 procent), 143Nd, 145Nd, 146Nd og 148Nd. Her ud over kender man 31 radioaktive isotoper, hvoraf to; 150Nd og 147Nd, er ekstremt langlivede med halveringstider på henholdsvis 1,1·1019 og 2,29·1015 år — de øvrige radioaktive isotoper har halveringstider der måles i dage og ned til sekunder.